# C.W. Obel Ejendomme
C.W. Obel Ejendomme er et dansk ejendomsselskab, der fungerer som selvstændigt datterselskab under investeringsselskabet C.W. Obel A/S.
Med fokus på moderne kontorlejemål udlejer C.W. Obel Ejendomme erhvervsejendomme af høj kvalitet i København, Aalborg.

## Historie
I starten af 1990’erne opdelte familiefirmaet C.W. Obel A/S sig i tre divisioner som led i en ny strategi: en ejendoms-, industri- og finansdivision. I 1997 overgik ejendomsdivisionen til et selvstændigt selskab under navnet C.W. Obel Ejendomme A/S, der fra 1994-2013 har haft Søren Hofman Laursen som administrerende direktør, og fra december 2013 har fået Torben Black på direktørposten. Som led i en langsigtet strategi har moderselskabet CWO solgt fra af sine industrivirksomheder for i stedet at kunne udvide sine ejendomsinvesteringer.
I 2009 etablerede C.W. Obel Ejendomme sammen med Lundbeckfondens investeringsselskab LFI A/S et nyt joint venture selskab under navnet Obel-LFI Ejendomme A/S. Den nye sammenslutning følger samme investeringsstrategi som C.W. Obel Ejendomme, men satser først og fremmest på investeringer i ejendomme på over 300 mio. kr.
C.W. Obel Ejendomme har hovedkontor i Vestergade i København, mens jyllandskontoret er placeret i Aalborg, hvor moderselskabet C.W. Obel blev grundlagt i 1787. Ejendomsselskabet råder i dag over 30 medarbejder og havde i 2009 opkøbt ejendomme for mere end 2,5 mia. kr., som i 2012 var blevet forøget til 4,3 mia. kr. 
Blandt udlejningsmål har C.W. Obel Ejendomme i 2013 tilføjet Daniscos tidligere hovedsæde til sin portefølje, der herudover tæller lejemål som Mikado House i Ørestaden, B&W bygninger på Christianshavn samt Kulhuset i Aalborg.